# Pontoskő
Pontoskő (Petrani), település Romániában, Partiumban, Bihar megyében.

## Fekvése
A Bihar-hegység alatt, a Fekete-Körös közelében, Belényestől északnyugatra fekvő település.

## Története
Pontoskő, Petrány-Valány nevét 1552-ben említette először oklevél Ponthuskew néven.
1808-ban Petrány, 1913-ban Pokloskő néven írták.
1851-ben Fényes Elek írta a településről:
Bihar vármegyében, hegyes-völgyes vidéken, 486 görög katholikus lakossal, anyatemplommal. Vize egy patak, s a Fekete-Körös. Nyugoti oldalán egy meredek sziklahegy Pontoskőnek neveztetik. Földesura a váradi görög püspök
1910-ben 675 lakosából 5 magyar, 670 román volt. Ebből 669 görögkatolikus volt.
A trianoni békeszerződés előtt Bihar vármegye Belényesi járásához tartozott.
A falunál ömlik a Rossia-patak a Fekete-Körösbe. Határában, az országút mentén van az úgynevezett Pontoskő, amely egy körülbelül 300 méter magasságú, meredek szikla.

## Nevezetességek
- Görögkatolikus temploma – 1860-ban épült.